# Sixtine (prénom)
Pour les articles homonymes, voir Sixtine.
Cette page présente le prénom Sixtine ainsi que ses variantes.
Sixtine est un prénom féminin français.
Il est fêté le 3 avril ou le 6 août.

## Étymologie
Sixtine, provient du nom de femme latin Sextina, diminutif de Sextia. Il est issu du latin tardif Sixtus, altération du nom d'homme romain Sextus, lui-même emploi particulier de l'adjectif sextus, sexta, « sixième », désignant le sixième enfant d'une fratrie. 

## Histoire
Plusieurs saints ont porté le nom de Sixte dont trois papes. Sixtine, très peu utilisé jusqu'aux années 1980, se répand alors, mais dans un milieu social restreint et demeure rare,.

## Variantes.
Il existe plusieurs variantes : 
- Sixtina
- Sista
- Italien : Sistina
- Allemand : Sixta[5]

## Fête et saint patron
Sixte Ier, évêque de Rome et pape en 115. Ce dernier régna pendant dix ans, et institua le carême. Il fut victime de la persécution d'Hadrien et meurt en martyr. Il est fêté le 3 avril.
Sixte II, pape au IIIe siècle, mort en 258. Il est fêté le 6 août.

## Occurrence
En 2022, selon les chiffres de l'INSEE, environ 5229 Françaises portent ce prénom. Son année record d'attribution est 2011 avec 199 naissances. 2022 a vu naître 132 Sixtine.

## Personnalités
- Sixtine Malaterre est une kayakiste française, née le 11 août 1987.

## Autre
Sans que cela n'ait aucun lien avec le prénom, Sixtine est également le gentilé porté par les habitantes de Sixt-sur-Aff, commune française située dans le département d'Ille-et-Vilaine.